# ديفل دايس
ديفل دايس (بالإنجليزية: Devil Dice)‏ هي لعبة فيديو ألغاز طورتها شيفت ونشرتها ووزعتها سوني إنتراكتيف إنترتينمنت وتي إتش كيو وصدرت في 18 يونيو 1998 وتعمل على بلاي ستيشن.

## روابط خارجية
- ديفل دايس على غيم سبوت
- ديفل دايس على آي جي إن